# Kundrjuč'ja
La Kundrjuč'ja (in russo Кундрючья?; in ucraino Кундрю́ча?, Kundurjuča) è un fiume della Russia europea (Oblast' di Rostov) e dell'Ucraina (Oblast' di Luhans'k), affluente di destra del Severskij Donec.

## Descrizione
La sorgente si trova sulle Alture del Donec. Il fiume scorre mediamente in direzione orientale e sud-orientale. Il canale è molto tortuoso. Sfocia nel Severskij Donec a 18 km dalla foce. Ha una lunghezza di 244 km, l'area del suo bacino è di 2 320 km². Le città di Novošachtinsk e Krasnyj Sulin si trovano lungo il suo corso. Sul fiume si trova una delle più grandi centrali elettriche della zona (ЭТЭС) con un grande bacino idrico e una diga.
Gela da fine novembre, a metà marzo.